# Idioma mizo
El idioma mizo (en mizo: Mizo ṭawng) es una lengua kuki-chin perteneciente a la rama tibeto-birmana hablada de forma nativa por el pueblo mizo que vive principalmente en el estado de Mizoram en India y en el Estado Chin y la región Sagaing de Birmania, con poblaciones importantes en los estados de Manipur, Tripura y Meghalaya. El idioma también se conoce como duhlian y lushai, un término colonial, ya que el pueblo duhlian fue el primero entre los mizos en ser encontrado por los británicos en el curso de su expansión colonial.  El idioma mizo estándar se basa principalmente en el dialecto de Lusei, pero también ha derivado muchas palabras de las subtribus y subclanes mizo que lo rodean. Actualmente, el mizo es la lengua franca y el idioma oficial de Mizoram junto con el inglés, y se han realizado esfuerzos para incluirlo en el Octavo Anexo de la Constitución de la India.

## Sistema de escritura
El mizo se escribe con el alfabeto latino y tiene 25 letras, a saber:
| Letra  | a | aw | b | ch | d | e | f | g | ng | h | i | j | k |
| Nombre | ⓘ | ⓘ  | ⓘ | ⓘ  | ⓘ | ⓘ | ⓘ | ⓘ | ⓘ  | ⓘ | ⓘ | ⓘ | ⓘ |

| Letra  | l | m | n | o | p | r | s | t | ṭ | u | v | z |
| Nombre | ⓘ | ⓘ | ⓘ | ⓘ | ⓘ | ⓘ | ⓘ | ⓘ | ⓘ | ⓘ | ⓘ | ⓘ |

En su forma actual, fue ideado por los misioneros cristianos J. H. Lorrain y F. W. Savidge  basándose en el sistema de transliteración Hunteriano ideado por Charles Wilkins.
Más tarde se agregó un circunflejo (^) para indicar vocales largas: Â , Ê, Î, Ô, Û, que eran insuficientes para expresar completamente el tono Mizo. Recientemente, un periódico importante en Mizoram, Vanglaini, la revista Kristian Ṭhalai y otros editores comenzaron a utilizar Á , À, Ä, É, È, Ë, Í, Ì, Ï, Ó, Ò, Ö, Ú, Ù, Ü para indicar las entonaciones largas y los tonos. Sin embargo, esto no diferencia las diferentes entonaciones que pueden tener los tonos cortos.  

## Relación con otras lenguas
La lengua mizo está relacionada con las otras lenguas de la familia sino-tibetana.  Las lenguas kuki-chin-mizo (que los hablantes nativos de mizo llaman zohnahthlâk ṭawngho / mizo ṭawngho ) tienen una cantidad sustancial de palabras en común. 

### Lenguas mizo y sino-tibetana
La siguiente tabla ilustra la similitud entre el mizo y otros miembros de la familia sino-tibetana .  Las palabras dadas son cognados, cuyos orígenes se remontan al proto-sino-tibetana (que figura en la primera columna de la tabla).
| Proto-Sino-Tibetano | Mizo/Duhlian/Lusei | Khawsak-Hmar       | Zote-Hmar    | Thado  | Chino (pīnyīn)     | Chino temprano | Chino antiguo | Tibetano escrito | Birmano escrito | Sgaw Karen escrito | Bodo | Tripuri (Kokborok)                                | Meitei      | Trung        | Significado                     |
| ------------------- | ------------------ | ------------------ | ------------ | ------ | ------------------ | -------------- | ------------- | ---------------- | --------------- | ------------------ | ---- | ------------------------------------------------- | ----------- | ------------ | ------------------------------- |
| *tujH               | tui                | tui                | tui          | tûy    | 水(shuǐ)           | -              | -             | -                | -               | htee               | døi  | twi/tui                                           | ishing      |              | agua                            |
| *sĭj(H) (? / ś-)    | thi                | thi/famchang       | famchang/thi | thíi   | 死 (sǐ)            | si'            | sjid          | shi-ba           | se              | thee               | thøi | thwi/thui                                         | shi         | ɕi           | morir                           |
| *ghāH               | khà                | kha                | khak         | khâa   | 苦 (kǔ)            | kʰɔ'           | khag          | kha              | khâ             | khá                | khá  | Kwkha/Kha                                         | kha         | Kha (salado) | amargo                          |
| *sĭŋ                | thing              | thing              | thin         | thíŋ   | -                  | sin            | sjin          | shing            | sac             | tháe               | -    | Buphang/Waphang                                   |             | -            | madera/árbol                    |
| *miǝ̆ŋ               | hming              | hming              | hming        | mín    | 名 (míng)          | mjiajŋ         | mjing         | ming             | mung            | mï                 | -    | Bumung/mung                                       | ming        | muŋ          | nombre                          |
| *paH                | pa                 | pa                 | zuopa        | pá     | 爸 (bà)            | -              | -             | -                | -               | pa                 | afah | Apha/Bupha                                        | ipa         | -            | padre                           |
| *ŋāH                | (pa-)nga           | panga              | panga        | ngáa   | 五 (wǔ)            | ŋɔ'            | ngag          | lnga             | ŋ̩â              | yëh                | ba   | Ba                                                | manga       | pəŋ-ŋà       | cinco                           |
| *rŭk                | (pa-)ruk           | paruk              | paruk        | gúp    | 六 (liù)           | luwk           | ljəkw         | drug             | khrok           | xu                 | doh  | Dok                                               | taruk       | khlu         | seis                            |
| *nă-                | nang               | nang               | nangma       | nâng   | 汝 (rǔ)            | ȵɨʌ            | naʔ           | -                | -               | na                 | nøng | nung/nwng                                         | nang        | nǎ           | tú                              |
| *nĭj                | ni                 | ni/sun/nisa        | nisa         | níi    | 日 (rì)            | ȵiɪt           | njiɡ          | -                | -               | mu ni/mu           | shan | Sal                                               |             | nì           | día/sol                         |
| *ma                 | em/maw             | mäw                | am           | mòo    | 吗 (ma)            | -              | -             | -                | -               | ma                 | -    | -                                                 | bara        | -            | ?(partícula interrogativa final |
| *nu-                | nù                 | nuhmei             | nuhmei       |        | 女 (nǚ)            | -              | -             | -                | -               | -                  | -    | Bwrwi/ti                                          |             | -            | mujer                           |
| *-                  | chaw ei            | bu fak             | bu bak       |        | 吃饭 (chi fan)     | -              | -             | -                | -               | -                  | -    | Cha                                               | chak cha    | -            | comer arroz                     |
| *druaŋ              | chhung             | lailung, lai       | malai, lai   |        | 中(zhōng) (middle) | ṭüŋ ṭǜŋ        | truŋ truŋs    | gźuŋ             | ǝtwaŋh          | khuh tha           | -    | Kwchar                                            | matai/manak | a3-tuŋ1      | medio                           |
| *tī̆kʷ               | tâwk               | huntawk            | hunchat      | nūméi  | 淑 (shú, shū, chù) | -              | -             | sdug (bonito)    | thǝuk (valer)   | -                  | -    |                                                   |             | -            | suficiente                      |
| *-                  | hmang zo           | hmang zo/hmang ral | inthām/inral |        | -                  | -              | -             | -                | -               | -                  | -    | Leng                                              | -           | -            | gastar                          |
| *[ph]ra             | ṭha                | ṭha                | ṭha          | phá    | -                  | -              | -             | -                | -               | ghay               | -    | Kaham/Cha                                         | pha         | -            | bueno                           |
| *chēŋ (green)       | hring              | hring              | hring        | ɛ̀ŋ sɛ́l | 青 (qīng)          | chieŋ          | shēŋ          | -                | -               | -                  | -    | Kwkhwrang/Kukhurang                               | -           | -            | verde                           |
| *ch[ē]t             | sât                | sat/chan/tan       | vat/tan/sat  | sâat   | 切 (qiē, qiè)      | chiet          | shīt          | zed              | ćhać            | -                  | -    | tan-di/Hra-di('di' is suffix to denote 'to' here) |             | -            | cortar                          |

## Estadísticas
Hay alrededor de 850.000 hablantes de la lengua mizo: 830.846 hablantes en la India (censo de 2011); 1.041 hablantes en Bangladés (censo de 1981); 12.500 hablantes en Myanmar (censo de 1983).